# Fackförbundet ST
Fackförbundet ST (ofta förkortat ST), tidigare Statstjänstemannaförbundet, organiserar anställda inom statliga myndigheter, statliga bolag, universitet och högskolor samt statliga stiftelser. ST har cirka 100 000 medlemmar organiserade i 104 avdelningar där den största har drygt 8000 medlemmar och de minsta ett tiotal medlemmar. De fyra största avdelningarna är ST inom Universitets- och Högskoleområdet, ST inom Försäkringskassan, ST inom Arbetsförmedlingen samt ST inom Skatteverket.

## Organisation
Fackförbundet ST är ett av 14 medlemsförbund inom TCO.
2002 uppgick LO-förbundet Försäkringsanställdas förbund i dåvarande Statstjänstemannaförbundet.  Förbundet bytte namn från Statstjänstemannaförbundet till Fackförbundet ST 1 januari 2004. Bokstäverna "ST" utgör ingen förkortning utan är en del av namnet. 
Fackförbundet ST är organiserat i lokala avdelningar. Vanligtvis är de organiserade med en avdelning per myndighet, men avdelningarna kan även vara organiserade för flera självständiga myndigheter av likartad karaktär, flera självständiga bolag med gemensam motpart eller om myndigheten endast finns på en eller ett fåtal orter. En del avdelningar har sektioner, som kan vara lokalt eller funktionellt uppdelade, eller klubbar medan andra avdelningar inte har det.

### Avdelningar inom Fackförbundet ST 2023[1]
- Fackförbundet ST inom universitet och högskolor
- Fackförbundet ST inom Arbetsförmedlingen
- Fackförbundet ST inom Migrationsverket
- Fackförbundet ST inom Försäkringskassan
- Fackförbundet ST inom Skatteverket
- Fackförbundet ST inom riksdagen
- Fackförbundet ST inom Sveriges Domstolar
- Fackförbundet ST inom kulturområdet
- Fackförbundet ST inom Länsstyrelserna
- Fackförbundet ST inom Spårtrafiken
- Fackförbundet ST inom Kungliga biblioteket
- Fackförbundet ST inom Läkemedelsverket
- Fackförbundet ST inom Skolverket
- Fackförbundet ST inom SPSM
- Fackförbundet ST inom Skolinspektionen